# Isoetes aequinoctialis
Isoetes aequinoctialis är en kärlväxtart som beskrevs av Friedrich Welwitsch och Addison Brown. Isoetes aequinoctialis ingår i släktet braxengräs, och familjen Isoetaceae. Inga underarter finns listade i Catalogue of Life.